# 兰色～Love Moon Light～
兰色～Love Moon Light～是中国藏族歌手阿兰·达瓦卓玛（alan）的第二张中文专辑。

## 概况
- 2010年4月16日，《兰色～Love Moon Light～》在alan 4月访港之旅期间在香港率先发行。[2]
- 2010年4月26日，《兰色～Love Moon Light～》在中国内地发行。
- 初回限定版附赠歌词写真、兰色明信片和折合海报。[3]
- 《有ME就好》是《加油！你有ME！》的续集，作为爱普生新一季的广告歌。[4]
- 《炫影～Sharp Light～》是青春励志偶像剧《怎么会爱上你》的主题曲，同时也是夏普手机2010年的广告歌。
- 2010年8月6日，香港地区发行香港限定版。限定版中收錄《有ME就好》的MV、alan off shot movie DVD以及post card 5張加mini poster，超豪華版包装。[5]

## 收录歌曲

### CD
1. 我的月光
  - 作词：小瑜　作曲：金大洲　编曲：陈磊LC
2. 炫影～Sharp Light～
  - 作词：黄祖荫　作曲：中山邦夫　编曲：陈磊LC
3. 有ME就好
  - 作词：周炜杰　作曲：施佳阳
4. 落单的翅膀
  - 作词：Abbie Yang　作曲：菊池一仁
5. Nobody knows but me
  - 作词：alan、Abbie Yang　作曲：alan
6. my life
  - 作词：黄祖荫　作曲：菊池一仁
7. 炫影～Sharp Light～ (piano only version)
  - 作曲：中山邦夫　编曲：李荣浩

### DVD
1. 我的月光
2. 炫影～Sharp Light～
3. 落单的翅膀
4. my life

## 相关活动
- 2010年4月17日15:00 香港旺角朗豪坊签名会[6]。
- 2010年4月25日18:00 北京ChinaRen社区五周年盛典[7]。
- 2010年4月26日13:00 北京唐拉雅秀大酒店《兰色～Love Moon Light～》发布会。
- 2010年4月29日 成都歌迷见面会。